# San Francisco Palenque
San Francisco Palenque är en ort i Mexiko.   Den ligger i kommunen Palenque och delstaten Chiapas, i den sydöstra delen av landet, 800 km öster om huvudstaden Mexico City. San Francisco Palenque ligger 129 meter över havet och antalet invånare är 367.
Terrängen runt San Francisco Palenque är kuperad åt nordväst, men åt sydost är den platt. Runt San Francisco Palenque är det ganska glesbefolkat, med 34 invånare per kvadratkilometer. Närmaste större samhälle är Cristóbal Colón, 13,5 km söder om San Francisco Palenque. Omgivningarna runt San Francisco Palenque är en mosaik av jordbruksmark och naturlig växtlighet.